# Hernando de Arenas
Hernando de Arenas (Cuenca, h. 1517-h. 1580) es un artífice rejero del siglo XVI al que los manuales suelen situar dentro del arte plateresco, como superador de las reminiscencias del gótico (estilo del que apenas quedan huellas en sus grandes obras) y renovador de las estructuras artísticas.

## Trayectoria
Gran conocedor del oficio del hierro, pudo formarse con el maestro francés Esteban Lemosín, aunque no faltan autores que lo suponen discípulo de Sancho Muñoz (con poco fundamento, quizás, ya que este último murió hacia 1520, cuando Arenas apenas contaría con tres años de edad) y lo sitúan como continuador de su escuela; en sus trabajos se ha señalado la influencia del escultor Esteban Jamete, quien al parecer, y dada la escasa formación teórica de Arenas, pudo proporcionarle diseños para sus obras. Sus más importantes creaciones las hizo para los templos mayores de Cuenca y Sigüenza, así como para la colegiata de Belmonte, aunque pueden admirarse trabajos suyos en edificios civiles y religiosos de otros lugares. 
Según M. Luz Rokiski, en la catedral conquense asentó la reja del coro y realizó las de capillas como la de los canónigos Martín de Huélamo y Juan de Barreda, la del deán Constantino del Castillo o la conocida como la Capilla Honda, además de la desaparecida de la sacristía; de su mano salieron también algunos trabajos que podríamos calificar de menores como, por ejemplo, los facistoles del coro y de la capilla de Barba. 
En Belmonte dejó, entre otras obras, la reja de la capilla de la Anunciación y la que cierra la capilla del racionero Jerónimo Guedeja, ambas en la colegiata; otros trabajos suyos fueron la reja de la capilla de las Reliquias, en Sigüenza o la reja y las celosías de hierro de la casa del conde de Priego, y a su taller se han atribuido igualmente una reja en la capilla de San Bartolomé de la catedral conquense y otra en la iglesia parroquial de La Alberca de Záncara. Además de rejero, Hernando de Arenas fue también cerrajero, y no faltan documentos en los que se le cita como relojero.
- Datos: Q5895997